# Antalya
Antalya (veraltet Adalia; von altgriechisch Ἀττάλεια Attáleia, so auch der Name in antiker und byzantinischer Zeit) ist eine türkische Millionenstadt am Mittelmeer. Nach der Organisation als Großstadtkommune (Büyükşehir Belediyesi) ist sie flächenmäßig und bevölkerungsmäßig identisch mit der gleichnamigen Provinz. Sie ist Hauptort der fruchtbaren Küstenebene im Süden Kleinasiens, die seit antiker Zeit als Pamphylien bezeichnet wird. Heute wird die Gegend wegen der langen Sandstrände auch gerne Türkische Riviera genannt. Antalyas Altstadt liegt dabei größtenteils oberhalb einer Steilküste. Der bedeutende Seehafen im Süden der Stadt grenzt an den Konyaaltı-Strand.

## Geschichte

### Antike

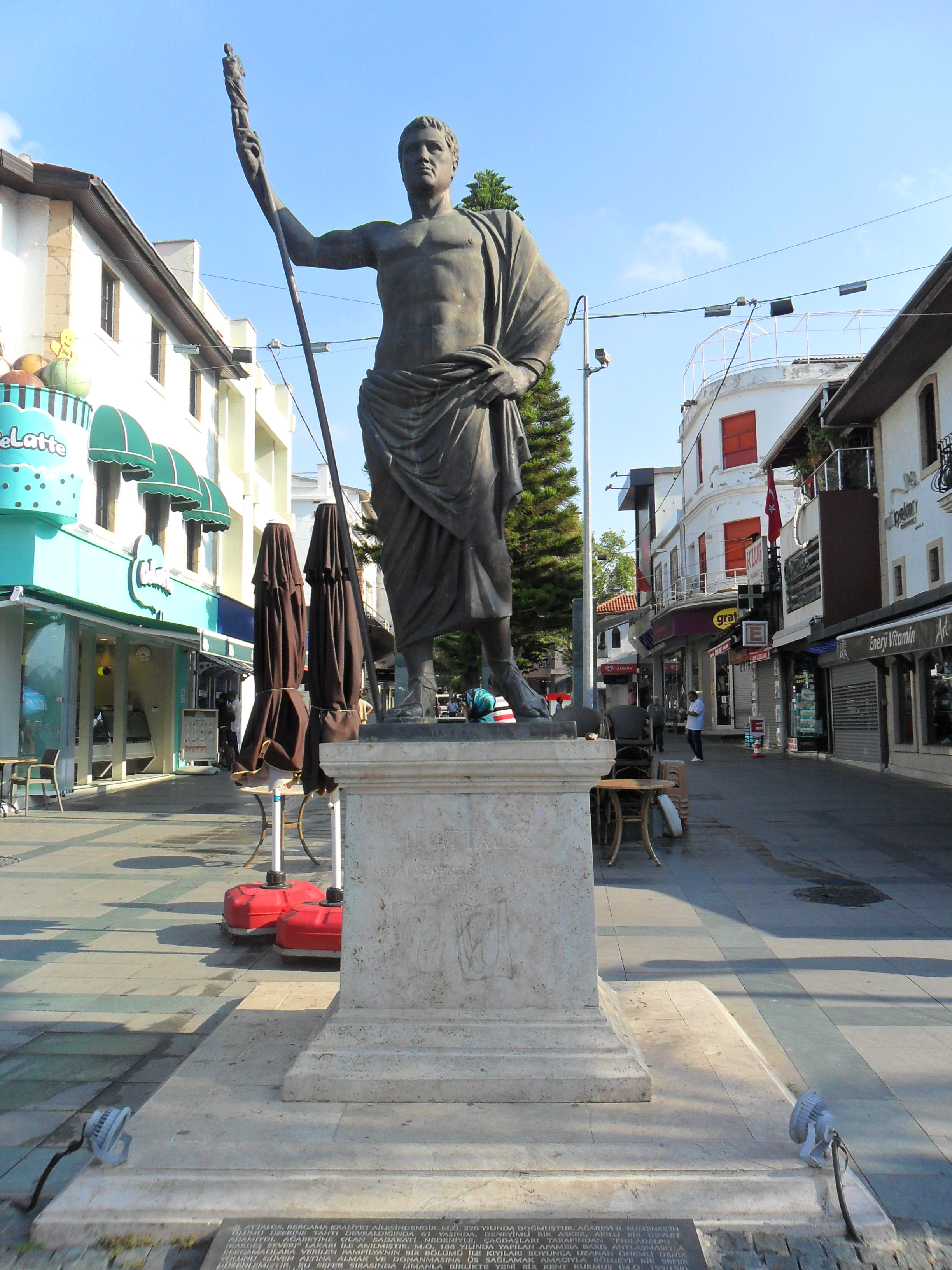
Statue von Attalos II. in der Stadt

Antalya wurde nach antiker Überlieferung 159 oder 158 v. Chr. von König Attalos II. von Pergamon gegründet. Nach ihm erhielt es den Namen Attaleia.
Ab 133 v. Chr. kam sein Reich durch Erbschaft an das Römerreich, doch Pamphylien zerfiel in eine Vielzahl von Herrschaften, die sich der Piraterie zuwandten. Diese wurde erst 67 v. Chr. durch Pompeius beendet.
Als bedeutendster Hafen der weiteren Umgebung war es im 1. Jahrhundert n. Chr., vermutlich um das Jahr 48, Reisestation des biblischen Apostels Paulus (Apg 14,25 f. ). Eine Kirche, die heutige Moschee Kesik Minare Camii, lässt sich jedoch erst ab dem 5. Jahrhundert belegen. 130 besuchte Kaiser Hadrian Attaleia, woran der Hadriansbogen erinnert.

### Byzantinische Zeit
Im Mittelalter wurde Antalya in westlichen Quellen oft Satalia genannt, in griechischen Quellen jedoch weiterhin Attaleia. In byzantinischer Zeit war Antalya ein wichtiges christliches Zentrum und ein bedeutender Flottenstützpunkt. Um arabischen Angriffen Widerstand leisten zu können, wurde die Stadt, die seit römischer Zeit Mauern besaß, im 8. Jahrhundert neu befestigt. 860 eroberte eine arabische Armee die Stadt, als, ausgehend von Melitene und Tarsos, Raubzüge durchgeführt wurden. Im 11. Jahrhundert wurde die Stadt Sitz eines orthodoxen Bischofs. Während der Kreuzzüge wurde die Stadt vielfach zu einer Zwischenstation, 1149 flohen Kreuzfahrer hierher. 1085 gelang den türkischen Seldschuken die Eroberung der Stadt, die erst 1121 bzw. 1137/42 wieder byzantinisch wurde.

### Templer, Aldobrandino (bis 1207), Seldschuken
Nach dem Zusammenbruch der byzantinischen Macht nach dem 4. Kreuzzug wurden die Templer von den Lateinern mit der Stadt belehnt, was sowohl der päpstliche Legat als auch Papst Innozenz III. bestätigten. Die Stadt wurde von Aldobrandino beherrscht. Er war griechisch-italienischer Abstammung und wird in den Quellen meist als Freibeuter bezeichnet, da es ihm nicht gelang, eine eigene Dynastie zu begründen. Als Süleyman II., der Sultan von Rum, die Stadt belagerte, wandte sich Aldobrandino um Unterstützung nach Zypern. Walter von Montbéliard, Sohn von Amé von Montfaucon, der 1199 mit dem 4. Kreuzzug in den Osten gekommen und Regent für den minderjährigen König Hugo I. war, kam ihm mit einer größeren Streitmacht zu Hilfe und konnte die Belagerung brechen. Das Geld dafür hatte er, wie sich später herausstellte, ohne weitere Nachfrage dem Thron-Schatz seines Mündels entnommen. Walter scheint sich allerdings sehr schnell bei der griechischen Bevölkerung der Stadt unbeliebt gemacht zu haben, da sie sich gegen ihn erhob und die Seldschuken zur Hilfe rief. Vermutlich hatte Walter versucht, sich an Stelle Aldobrandinos selbst zum Herrscher aufzuwerfen, wie er es auch später in Rhodos versuchen sollte, und dabei, als Neuankömmling aus Frankreich, wenig Feingefühl an den Tag gelegt. Der Sultan von Rum Kai Chosrau I. zog 1207 in Antalya ein. Nach seiner Thronbesteigung 1210 handelte Hugo I. ein Handelsabkommen mit Kai Chosrau I. aus, das die Sicherheit seldschukischer und zypriotischer Händler an der Südküste Anatoliens sicherstellte.

### Osmanenreich

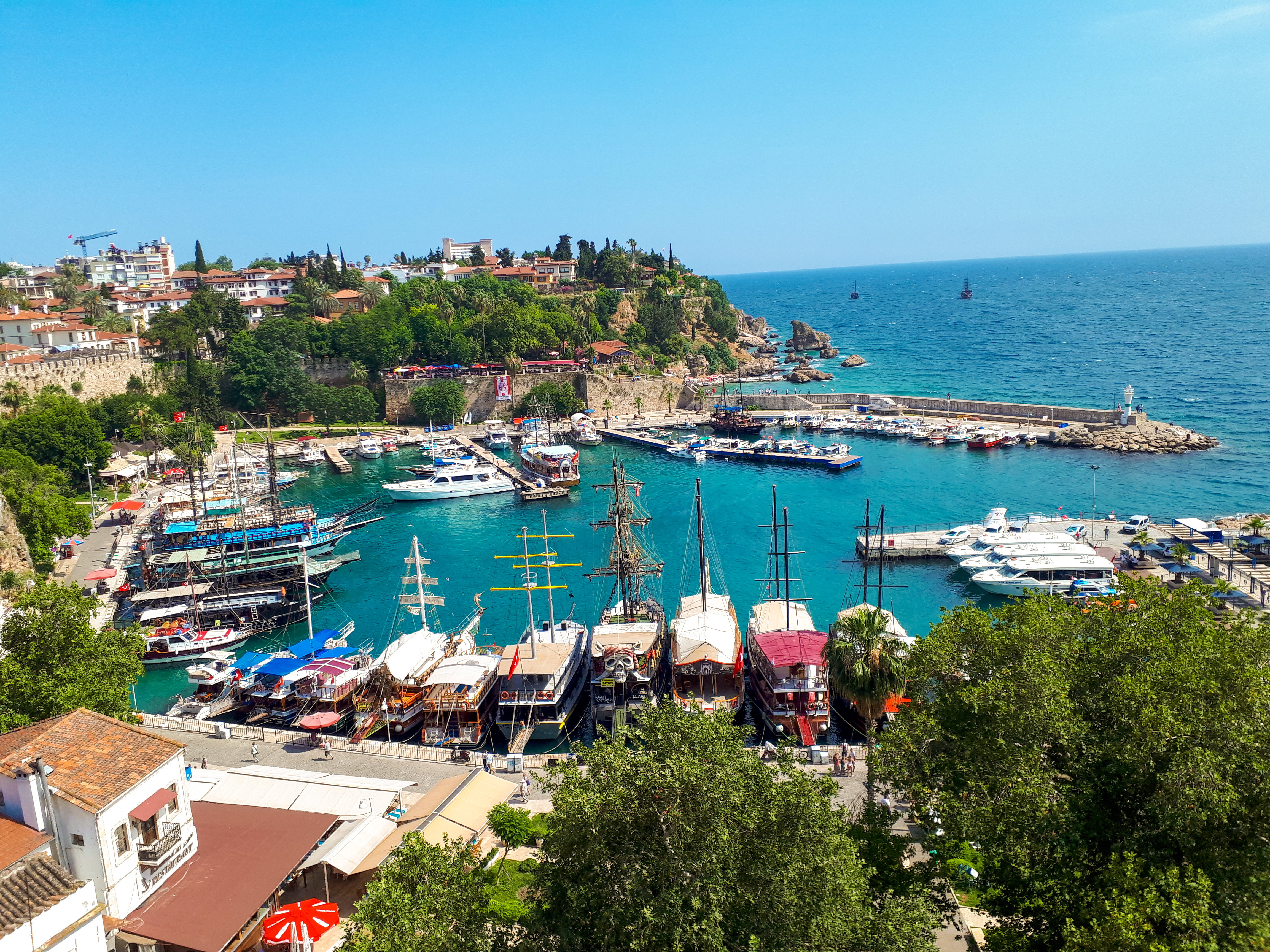
Hafen von Antalya

Die Stadt geriet zunächst Ende des 14. Jahrhunderts, dann endgültig 1426 unter osmanische Herrschaft. Nach der Eroberung von Rhodos 1522 verlor der Hafen seine Bedeutung und die Stadt kam in der Folgezeit bis zur Mitte des 20. Jahrhunderts nie über den Status einer Landstadt hinaus. Dies hing mit der Verlagerung der Handelswege zusammen, nachdem die Bedrohung des Seeverkehrs zwischen Istanbul und Ägypten durch die Piraterie der Johanniter durch den Fall von Rhodos beendet worden war, während die Karawanen kaum mehr die Stadt berührten. Am Ende des Ersten Weltkriegs erhielt Italien Zusagen über Gebietsgewinne in der Türkei, die auch Antalya betrafen. Diese Ansprüche wurden jedoch mit der Anerkennung der türkischen Republik obsolet.

## Gegenwart

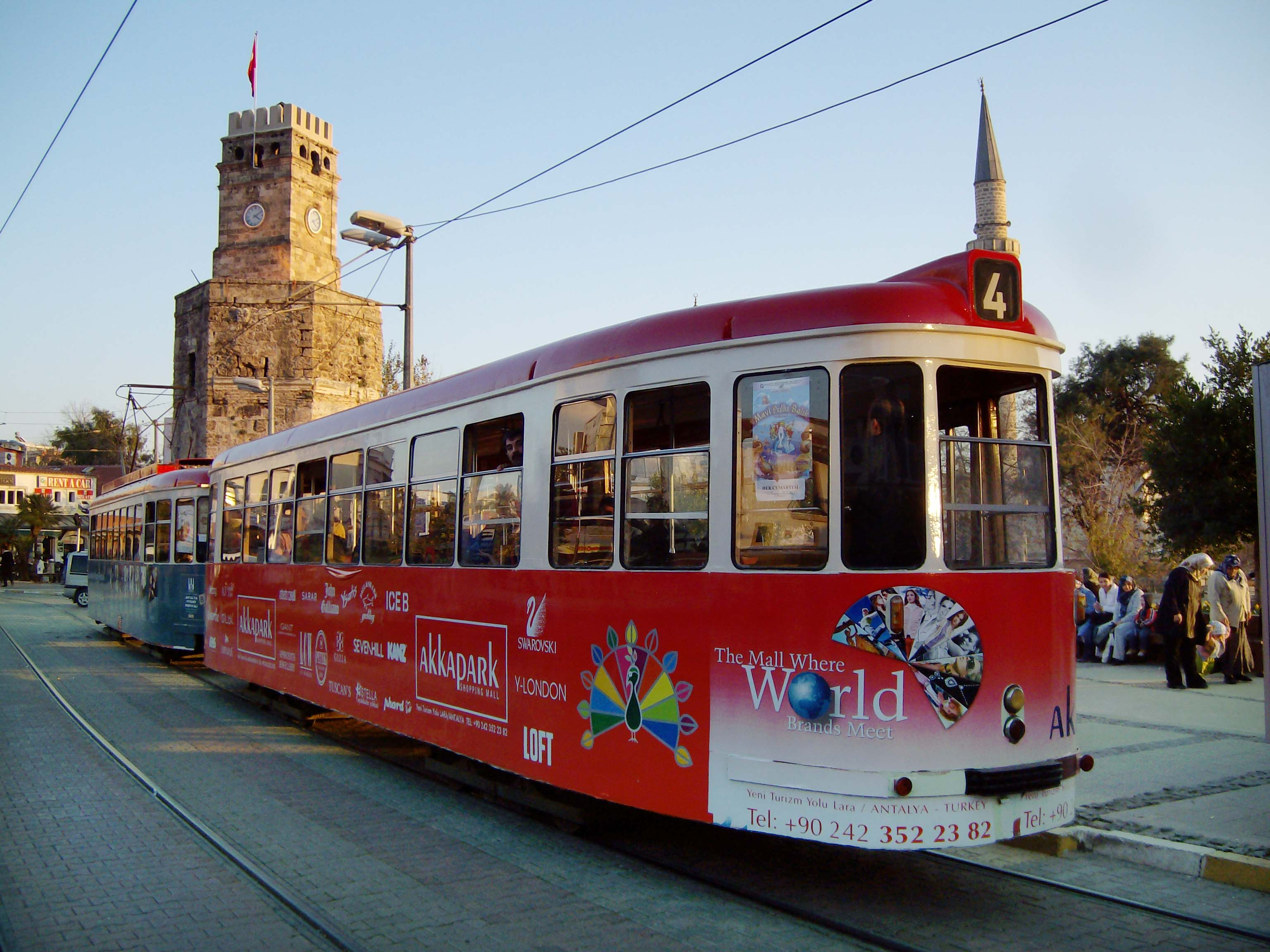
Straßenbahn Antalya an der Haltestelle Kalekapısı, Dezember 2007

Antalya ist Hauptstadt der gleichnamigen Provinz, von deren Einwohnern rund die Hälfte in der Stadt Antalya wohnt. Seit 1997 besteht eine Städtepartnerschaft mit Nürnberg. 1999 wurde eine Straßenbahn eröffnet, deren gebrauchte Fahrzeuge vom Typ T4/B4 aus Nürnberg stammen. 2009 wurde nach eineinhalb Jahren Bauzeit eine weitere Straßenbahnlinie quer durch die Stadt fertiggestellt, die allerdings wegen mangelhafter Planung erst verspätet in Betrieb genommen werden konnte. Eine dritte Straßenbahnlinie ist derzeit in Planung. Weitere Linien sollen folgen.
Heute ist Antalya der Mittelpunkt eines schnell wachsenden Tourismuszentrums an der Türkischen Riviera, das von jährlich mehr als 2,5 Millionen Touristen besucht wird. Es leben über 10.000 deutsche Dauerresidenten in der Region, zu deren Betreuung 2003 die Pfarrgemeinde St. Nikolaus von Prälat Rainer Korten gegründet und eine Kapelle eingerichtet wurde. Im Juni 2009 haben russische Touristen den Deutschen als größte Touristengruppe in Antalya erstmals den Rang abgelaufen. „Olga überholt Helga“, titelte damals eine türkische Zeitung.
Neue Industrie- und Gewerbebetriebe haben sich, oft als Ableger europäischer Unternehmen, in der infrastrukturell gut ausgebauten Regionalstadt angesiedelt. In den zahlreichen neuen Vorstädten rund um Antalya wird der Wohnungsbau nach modernen Standards vorangetrieben. Nahezu jede dieser Siedlungen hat eine Moschee und ein Einkaufszentrum sowie eine gute Verkehrsanbindung zum Zentrum.
Der Flughafen Antalya (ICAO-Code: LTAI, IATA-Code: AYT) ist Ziel zahlreicher Urlaubsflüge. In unmittelbarer Nähe befinden sich die Touristenzentren Belek, Manavgat und Side im Osten sowie Kemer im Süden. In der Stadt wird auch als öffentliches Verkehrsmittel mit der Antray ein modernes Straßenbahnnetz betrieben, welches sich im stetigen Ausbau befindet.
Bei der Volkszählung 2000 war Antalya mit 606.500 Einwohnern die achtgrößte Stadt der Türkei. Die Fortschreibung 2008 nannte bereits 798.000 Einwohner (siehe Tabelle).

## Politik

### Stadtrat
| Partei / Liste                   | Wahl 2019     | Wahl 2019 |
| Partei / Liste                   | Stimmenanteil | Sitze     |
| -------------------------------- | ------------- | --------- |
| Cumhuriyet Halk Partisi (CHP)    | 37,86 %       | 37 Sitze  |
| Adalet ve Kalkınma Partisi (AKP) | 34,35 %       | 34 Sitze  |
| İYİ Parti (İYİ)                  | 9,41 %        | 15 Sitze  |
| Milliyetçi Hareket Partisi (MHP) | 9,02 %        | 15 Sitze  |
| Demokratik Sol Parti (DSP)       | 3,12 %        | 5 Sitze   |
| Saadet Partisi (SAADET)          | 1,80 %        | 1 Sitz    |

## Klima
|                        | Jan   | Feb   | Mär  | Apr  | Mai  | Jun  | Jul  | Aug  | Sep  | Okt  | Nov   | Dez   |   |         |
| Mittl. Temperatur (°C) | 9,8   | 10,8  | 13,1 | 16,4 | 20,9 | 25,7 | 28,9 | 29,0 | 25,6 | 20,9 | 15,3  | 11,4  | ⌀ | 19      |
| Mittl. Tagesmax. (°C)  | 15,0  | 15,9  | 18,4 | 21,8 | 26,4 | 31,6 | 34,9 | 34,9 | 31,7 | 27,3 | 21,6  | 16,7  | ⌀ | 24,7    |
| Mittl. Tagesmin. (°C)  | 5,9   | 6,5   | 8,3  | 11,3 | 15,7 | 20,1 | 23,4 | 23,7 | 20,1 | 15,9 | 10,7  | 7,5   | ⌀ | 14,1    |
|                        |       |       |      |      |      |      |      |      |      |      |       |       |   |         |
| Niederschlag (mm)      | 210,6 | 112,7 | 94,5 | 63,1 | 37,0 | 10,1 | 4,0  | 5,0  | 22,0 | 76,6 | 152,1 | 271,7 | Σ | 1.059,4 |
|                        |       |       |      |      |      |      |      |      |      |      |       |       |   |         |
| Sonnenstunden (h/d)    | 4,9   | 5,7   | 6,5  | 7,7  | 9,4  | 11,0 | 11,1 | 10,5 | 9,1  | 7,5  | 5,9   | 4,7   | ⌀ | 7,8     |
|                        |       |       |      |      |      |      |      |      |      |      |       |       |   |         |
| Regentage (d)          | 12,6  | 10,9  | 9,6  | 8,4  | 7,1  | 3,3  | 1,2  | 0,7  | 2,6  | 6,2  | 8,5   | 12,4  | Σ | 83,5    |
|                        |       |       |      |      |      |      |      |      |      |      |       |       |   |         |
| Wassertemperatur (°C)  | 18    | 16    | 15   | 17   | 21   | 22   | 26   | 28   | 27   | 24   | 21    | 18    | ⌀ | 21,1    |
|                        |       |       |      |      |      |      |      |      |      |      |       |       |   |         |
| Luftfeuchtigkeit (%)   | 69    | 68    | 65   | 68   | 68   | 63   | 58   | 60   | 58   | 62   | 67    | 70    | ⌀ | 64,6    |

| 5,9 |

| 6,5 |

| 8,3 |

| 11,3 |

| 15,7 |

| 20,1 |

| 23,4 |

| 23,7 |

| 20,1 |

| 15,9 |

| 10,7 |

| 7,5 |

| 5,9 |

| 6,5 |

| 8,3 |

| 11,3 |

| 15,7 |

| 20,1 |

| 23,4 |

| 23,7 |

| 20,1 |

| 15,9 |

| 10,7 |

| 7,5 |

Die Region Antalya ist in besonderem Maße von den Folgen des Klimawandels betroffen.

### Temperaturanstieg und Hitzewellen
In Antalya ist ein signifikanter Anstieg der Durchschnittstemperaturen zu verzeichnen. Die Sommer werden zunehmend heißer und sind durch längere Hitzewellen gekennzeichnet.

### Zunahme von Extremwetterereignissen
Neben Wasserknappheit bei Dürren werden auch Überschwemmungen häufiger, was die Infrastruktur und die Lebensgrundlagen der Bevölkerung gefährdet.

## Bevölkerungsentwicklung
Die Stadt war bis in die 1950er Jahre lediglich eine mittelgroße Provinzstadt mit weniger als 10 Prozent der heutigen Bevölkerung.
In den 2000er Jahren wurden im Zuge mehrerer Gebiets- und Verwaltungsreformen große und z. T. weit entfernte Teile der die Stadt umgebenden Gebiete zusammengefasst. Das hat zu einem sprunghaften Anstieg der Bevölkerungszahl geführt. Antalya belegt danach mit 2.222.562 Einwohnern den 5. Platz der Städte in der Türkei. Davon sind 1.122.997 Männer und 1.099.565 Frauen. In der engeren Kernstadt (geschlossene Bebauung) wohnen etwa 1,2 Millionen Menschen.
| Jahr      | 1927   | 1935   | 1940   | 1950   | 1960   | 1970   | 1985    | 1990    | 2000    | 2010      | 2014      |
| --------- | ------ | ------ | ------ | ------ | ------ | ------ | ------- | ------- | ------- | --------- | --------- |
| Einwohner | 17.000 | 23.000 | 25.000 | 28.000 | 51.000 | 95.000 | 258.000 | 378.000 | 603.000 | 1.393.000 | 2.222.000 |

## Einwohner nach Stadtbezirken

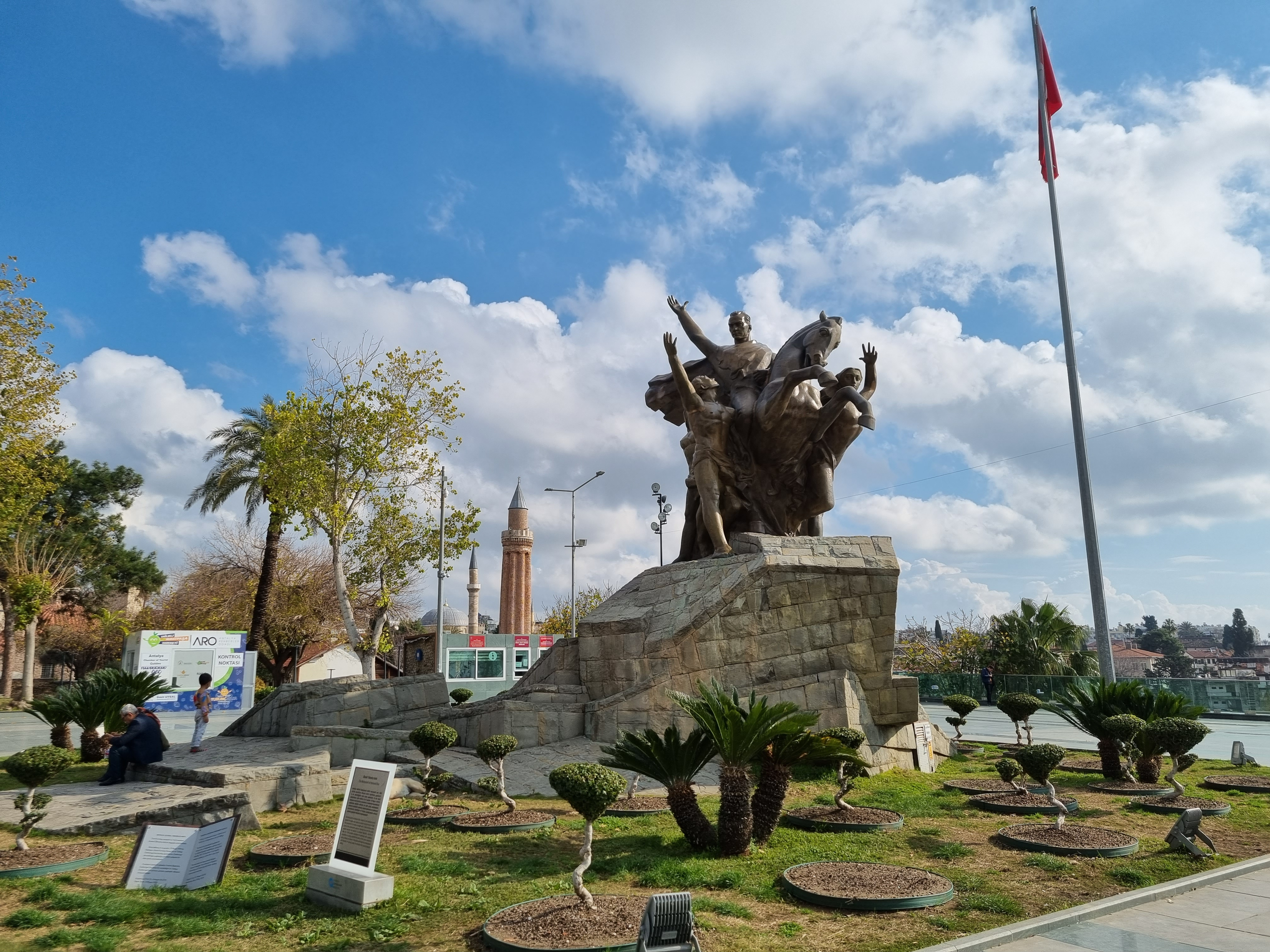
Atatürk-Denkmal

| Stadtbezirk | Einwohner |
| ----------- | --------- |
| Akseki      | 12.254    |
| Aksu        | 68.106    |
| Alanya      | 285.407   |
| Demre       | 26.059    |
| Döşemealtı  | 53.554    |
| Elmalı      | 38.598    |
| Finike      | 46.853    |
| Gazipaşa    | 48.561    |
| Gündoğmuş   | 7.949     |
| İbradı      | 2.800     |

| Stadtbezirk | Einwohner |
| ----------- | --------- |
| Kaş         | 55.574    |
| Kemer       | 41.621    |
| Kepez       | 470.759   |
| Konyaaltı   | 145.648   |
| Korkuteli   | 52.913    |
| Kumluca     | 66.783    |
| Manavgat    | 215.526   |
| Muratpaşa   | 465.927   |
| Serik       | 117.670   |

## Sehenswürdigkeiten
Nur der geringste Teil der städtischen Bausubstanz ist historischen Ursprungs, da Antalya bis in die 1950er Jahre nur eine eher kleine Provinzstadt war.

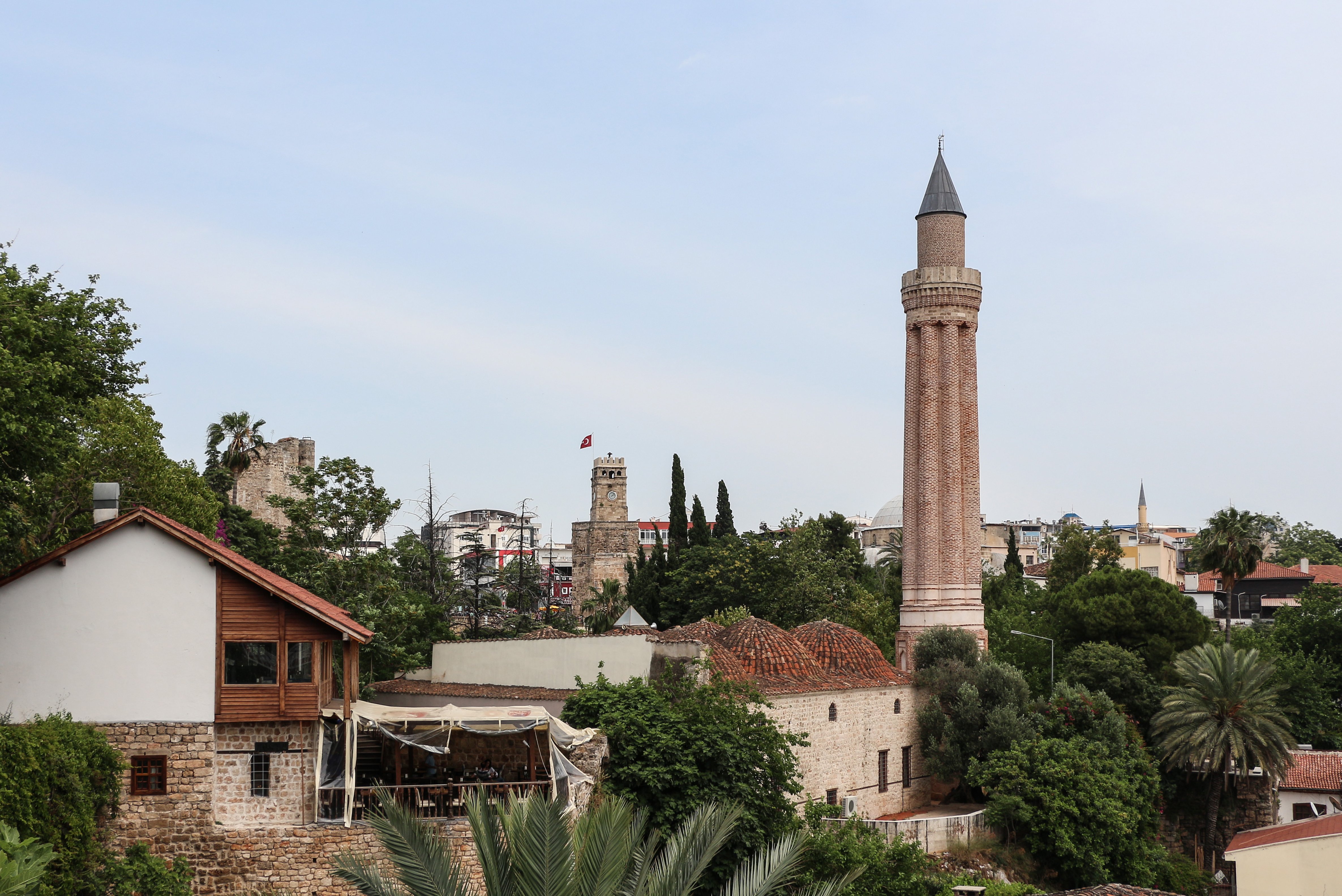
Yivli-Minare-Moschee und Uhrturm

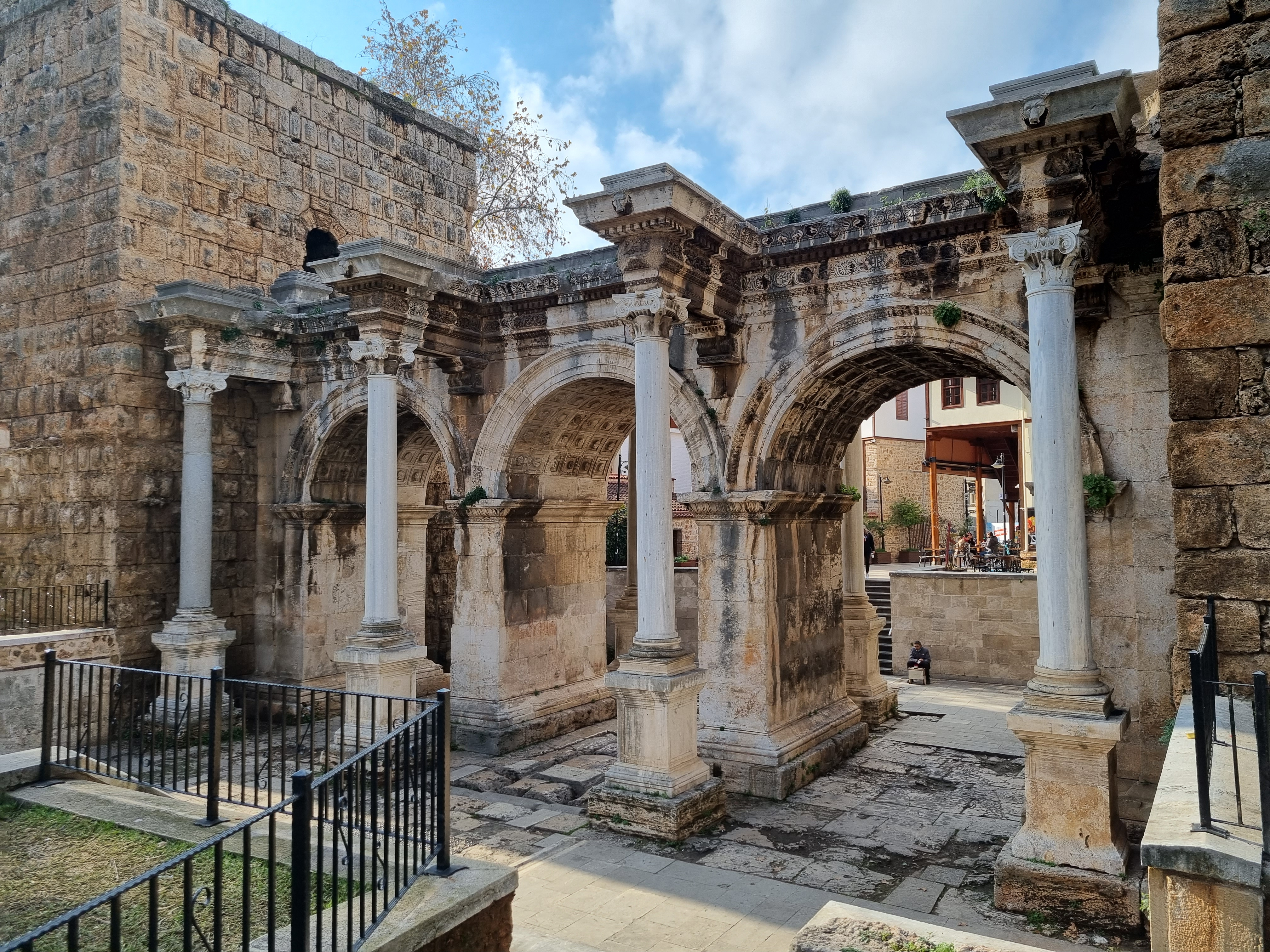
Hadrianstor

- Das Hadrianstor an der Atatürk Caddesi ist das einzige erhaltene Eingangstor zur antiken Stadt von Antalya und zum Hafen. Links und rechts vom Tor verlief die Stadtmauer. Das Tor wurde zu Ehren des Besuchs des römischen Kaisers Hadrian im Jahre 130 errichtet. Auf 4 Sockeln erbaut, mit 3 Torbögen und mit Ornamenten geschmückten Pfeilern, kann man auf beiden Seiten keine Front ausmachen. Insgesamt hat das Objekt weniger den Charakter eines Stadttores als vielmehr den eines römischen Triumphbogens oder besser, den eines Triumphtores. Die beiden Wehrtürme links und rechts des Baus sind architektonisch unterschiedlich und stammen aus verschiedenen Zeiten – der linke Turm ist aus römischer Zeit, der rechte wurde unter dem seldschukischen Sultan Kai Kobad I. (reg. 1220–1237) erbaut. Das Tor wurde im Jahr 1959 restauriert.
- Das Wahrzeichen Antalyas ist das im Stadtzentrum befindliche Minarett der Yivli-Minare-Moschee, das ebenfalls im 13. Jahrhundert unter Kai Kobad I. erbaut wurde. Über dem bündelpfeilerartigen Schaft verläuft eine Brüstung, von der aus der Muezzin zum Gebet rief; in Kriegszeiten diente sie auch als Wachplattform.
- Im Westteil der Stadt, am Fuße eines antiken Siedlungshügels, liegt die römische Arapsu-Brücke.
- Sehenswert ist auch das Archäologische Museum von Antalya, in welchem zahlreiche bedeutende Funde aus dem südwestlichen Raum Kleinasiens, dem antiken Pamphylien, gezeigt werden.[19]
- Im Norden der Stadt, im Bezirk Döşemealtı, liegen die seldschukischen Karawansereien Evdir Han und Kırkgöz Han.

## Sport

### Fußball
Antalya ist Sitz des Fußballvereins Antalyaspor, der zu den regelmäßigen Mitgliedern der obersten türkischen Liga, der Süper Lig, zählt. Daneben ist die Stadt mit dem Basketballverein Antalya Büyükşehir Belediyespor (kurz Antalya BB) auch in der höchsten türkischen Basketballliga der Türkiye Basketbol Ligi vertreten. Ferner findet seit 2006 im März der Antalya-Marathon statt, die zweitgrößte Laufveranstaltung der Türkei.
Aufgrund des relativ angenehmen Klimas kommen in den Wintermonaten viele Fußballmannschaften aus Europa nach Antalya, um sich dort unter meist guten Wetterbedingungen für die Rückrunde vorzubereiten und Freundschaftsspiele auszutragen. Sehr beliebt ist als Stützpunkt die Vorstadt Belek. Seit 1999 wird jährlich ein Fußball-Turnier veranstaltet, Teilnehmer sind türkische und europäische Mannschaften, die ihr Trainingslager in Antalya verbringen. Das Turnier lief 1999–2003 unter dem Namen Gazi Cup, 2003–2007 als Efes Pilsen Cup, 2007–2012 als Antalya Cup und seit 2013 als Tuttor Cup.
Die bisherigen Sieger sind:
- 1999/00 Borussia Dortmund
- 2000/01 Feyenoord Rotterdam
- 2001/02 Galatasaray Istanbul
- 2002/03 Spartak Moskau
- 2003/04 Trabzonspor
- 2004/05 Galatasaray Istanbul
- 2005/06 Malmö FF
- 2006/07 Beşiktaş Istanbul
- 2007/08 Fenerbahçe Istanbul
- 2008/09 1. FC Nürnberg
- 2009/10 Hamburger SV
- 2010/11 Eintracht Frankfurt
- 2011/12 ?
- 2012/13 Werder Bremen

### Billard
In Antalya wurde 1996 zum ersten Mal der Dreiband-Weltcup im Karambolage abgehalten, nachdem er zuvor schon viermal in Istanbul (1993–1995, 2005) auf türkischem Boden stattgefunden hatte. Das Turnier ist Teil der Karambolage-Main Tour. Es wurde danach noch 1997, 1998, 2009, 2010 und 2012 in Antalya ausgetragen. Andere türkische Austragungsorte dieses Turniers waren 1999 Kemer City und 2001 Kuşadası.

## Persönlichkeiten
- Deniz Baykal (1938–2023), Politiker
- Gültekin Gencer (* 1963), Geschäftsmann
- Menderes Türel (* 1964), Politiker
- Levent Yüksel (* 1964), Popmusiker
- Rüştü Reçber (* 1973), Fußball-Torhüter
- Yağmur Sarıgül (* 1979), Musiker
- Aslı Çakır Alptekin (* 1985), Leichtathletin
- Burak Yılmaz (* 1985), Fußballspieler
- Volkan Babacan (* 1988), Fußball-Torhüter
- Özgürcan Özcan (* 1988), Fußballspieler
- Selim Ay (* 1991), Fußballspieler
- Ekin Koç (* 1992), Filmschauspieler
- Sefa Urlu (* 1994), Volleyball- und Beachvolleyballspieler
- Uğurcan Çakır (* 1996), Fußballspieler
- Altuğ Çelikbilek (* 1996), Tennisspieler
- Bahar Güvenç (* 1997), Fußballspielerin
- Sümeyye Erol (* 1997), Hindernisläuferin
- Eda Tuğsuz (* 1997), Speerwerferin
- Elif Polat (* 1999), Sprinterin
- Beyzanur Aslan (* 2001), Fußballspielerin
- Ali Yavuz Kol (* 2001), Fußballspieler
- Mevlüt Han Ekelik (* 2004), Fußballspieler

## Städtepartnerschaften
Antalya unterhält mit folgenden Städten Partnerschaften:
| Stadt         | Land                          | seit |
| ------------- | ----------------------------- | ---- |
| Almaty        | Kasachstan                    | 2005 |
| Austin        | Vereinigte Staaten            | 2008 |
| Bat Jam       | Israel                        | 1997 |
| Brest         | Belarus                       | 2005 |
| Chicago       | Vereinigte Staaten            | 2002 |
| Famagusta     | Türkische Republik Nordzypern | 2000 |
| Haikou        | Volksrepublik China           | 2011 |
| Jeonju        | Südkorea                      | 2013 |
| Kasan         | Russland                      | 2002 |
| Kunming       | Volksrepublik China           | 2012 |
| Malmö         | Schweden                      | 2008 |
| Mostar        | Bosnien und Herzegowina       | 2011 |
| Nürnberg      | Deutschland                   | 1997 |
| Omsk          | Russland                      | 2013 |
| Rostow am Don | Russland                      | 1995 |
| Samarqand     | Usbekistan                    | 2002 |
| Split         | Kroatien                      | 2003 |
| Taldyqorghan  | Kasachstan                    | 2003 |
| Tscheboksary  | Russland                      | 2001 |
| Wladimir      | Russland                      | 2013 |
| Jalta         | Ukraine                       | 2008 |
| Miami         | Vereinigte Staaten            | 2017 |